# 阮有整
阮有整（越南语：／，1741年—1787年）亦稱阮整，越南後黎朝末期的軍事人物，封鵬忠公。

## 生平
阮有整祖籍乂安鎮真福縣東海社（今屬乂安省宜祿縣）人，其父是北河轄下的著名富商，為曄郡公黃五福的門下。由於豐體秀麗，智慧過人，受到黃五福的讚賞。景興三十五年（1774年），黃五福南侵消滅阮主政權時，阮有整在其軍中擔任書記令，他曾經前往西山說服阮文岳歸順朝廷，並以其過人的才辯受到阮文岳的器重。
黃五福死後，阮有整成為暉郡公黃廷寶的部下愛將，鎮守乂安。景興四十三年（1782年），鄭氏發生內亂，鄭棕殺死黃廷寶，自立為鄭主。隨後鄭氏諸將爭權，北方大亂。由於阮有整黃廷寶的手下，惟恐自己也會被問罪，又見西山朝強盛而鄭主衰弱，於是便投奔西山朝，期後阮有整一直勸惠出兵进攻顺化。
景兴四十七年（1786年）四月，阮岳命阮惠率军北伐，阮有整任右军都督。五月，阮有整協助阮惠攻陷富春。隨後阮惠在他的建議下以「扶黎滅鄭」為名北伐鄭主，攻佔昇龍，殺死鄭棕。在阮有整的建議下，西山朝同意後黎朝繼續統治北方，阮惠娶黎顯宗的女兒黎玉昕為妃，八月率軍南返。阮有整亦追随阮岳、阮惠兄弟南返，至乂安。阮岳命阮有整驻守北河，不许跟随回南河。阮有整因此回到乂安家乡，假传昭统帝命令，招兵买马，训练士卒。
鄭氏的鄭槰趁機卷土復來，在鄭主支持者璉郡公丁錫壤等人的壓力下，黎愍帝被迫封鄭槰為晏都王，執掌朝政。黎愍帝與鄭槰不和，命令阮有整討伐鄭氏。十月，阮有整自乂安北伐。十二月，攻陷昇龍，推翻鄭主，加平章军国重事，晉封鵬忠公，獨攬大權。
昭统元年（1787年）三月，阮有整剿灭郑主，掌控北河。阮有整的專斷更甚於鄭主，這使黎愍帝大為不滿。八月，阮有整大敗鄭府舊將黃馮基的勤王兵馬，將其砍殺。九月，據守富春的阮惠命阮有整南返，阮有整以北河不靖为由，拒绝南返。阮惠得知後，派遣武文任征討阮有整。十一月，阮有整兵敗，挾持黎愍帝出奔。武文任發兵追擊，阮有整之子阮有攸沒於陣中，阮有整本人則被擒獲，押往昇龍。武文任將其肢解處死。